# Elitserien i speedway 2011
Elitserien i speedway 2011 innebar slutseger i grundserien för Indianerna, men i finalerna fick man stryk mot serietvåan Piraterna som blev svenska mästare.

## Slutställning
| Nr | Lag           | Matcher | Vinster | Oavgjorda | Förluster |
| -- | ------------- | ------- | ------- | --------- | --------- |
| 1  | Indianerna    | 16      | 13      | 1         | 2         |
| 2  | Piraterna     | 16      | 10      | 1         | 5         |
| 3  | Hammarby      | 16      | 9       | 0         | 7         |
| 4  | Elit Vetlanda | 16      | 8       | 0         | 8         |
| 5  | Valsarna      | 16      | 7       | 2         | 7         |
| 6  | Vargarna      | 16      | 6       | 0         | 10        |
| 7  | Västervik     | 16      | 6       | 0         | 10        |
| 8  | Dackarna      | 16      | 5       | 1         | 10        |
| 9  | Lejonen       | 16      | 5       | 1         | 10        |

## Rankningslista
| Nr | Förare             | Lag           | Matcher | Heat | Poäng | Snitt |
| -- | ------------------ | ------------- | ------- | ---- | ----- | ----- |
| 1  | Andreas Jonsson    | Dackarna      | 18      | 105  | 239   | 2,276 |
| 2  | Nicki Pedersen     | Vargarna      | 16      | 81   | 183   | 2,259 |
| 3  | Greg Hancock       | Piraterna     | 18      | 96   | 201   | 2,096 |
| 4  | Jaroslaw Hampel    | Elit Vetlanda | 18      | 93   | 194   | 2,086 |
| 5  | Grigory Laguta     | Valsarna      | 16      | 84   | 174   | 2,071 |
| 6  | Tomasz Gollob      | Hammarby      | 15      | 77   | 155   | 2,013 |
| 7  | Jason Crump        | Elit Vetlanda | 17      | 83   | 165   | 1,988 |
| 8  | Chris Holder       | Lejonen       | 9       | 49   | 95    | 1,939 |
| 9  | Jurica Pavlic      | Dackarna      | 4       | 18   | 34    | 1,889 |
| 10 | Grzegorz Walasek   | Hammarby      | 18      | 90   | 69    | 1,878 |
| 11 | Kenneth Bjerre     | Lejonen       | 9       | 45   | 84    | 1,867 |
| 12 | Piotr Protasiewicz | Indianerna    | 19      | 83   | 154   | 1,855 |
| 13 | Daniel Nermark     | Valsarna      | 18      | 87   | 155   | 1,782 |
| 14 | Darcy Ward         | Lejonen       | 11      | 54   | 96    | 1,778 |
| 15 | Ryan Sullivan      | Indianerna    | 11      | 54   | 112   | 1,750 |
| 16 | Antonio Lindbäck   | Indianerna    | 20      | 92   | 160   | 1,739 |
| 17 | Fredrik Lindgren   | Dackarna      | 18      | 95   | 165   | 1,739 |
| 18 | Jonas Davidsson    | Piraterna     | 20      | 102  | 176   | 1,725 |
| 19 | Chris Harris       | Västervik     | 20      | 102  | 173   | 1,696 |
| 20 | Joonas Kylmäkorpi  | Indianerna    | 20      | 90   | 152   | 1,689 |

## Slutomgångar

### Semifinaler
- 13 september 2011: Hammarby-Indianerna 38-52
- 13 september 2011: Vetlanda-Piraterna 50-40
- 20 september 2011: Indianerna-Hammarby 45-45 (Indianerna vidare)
- 20 september 2011: Piraterna-Vetlanda 63-27 (Piraterna vidare)

### Finaler
- 4 oktober 2011: Piraterna-Indianerna 51-39
- 5 oktober 2011: Indianerna-Piraterna 48-42

Piraterna svenska mästare för första gången någonsin.